# Lucile Carter
Lucile Stewart Carter Brooke (de soltera, Polk; Baltimore, 8 de octubre de 1875 – Filadelfia, 26 de octubre de 1934) fue una socialité estadounidense y esposa de William Ernest Carter, un estadounidense extremadamente rico al heredar una fortuna de su padre. La pareja y sus dos hijos sobrevivieron al desastre del RMS Titanic, después de que el barco golpeara un iceberg y se hundiera en la noche del 14 al 15 de abril de 1912. Fue considerada una de las heroínas de la tragedia cuando ella, junto con otras varias damas de la alta sociedad, ayudaron remando en algunos de los botes salvavidas.

## Primeros años

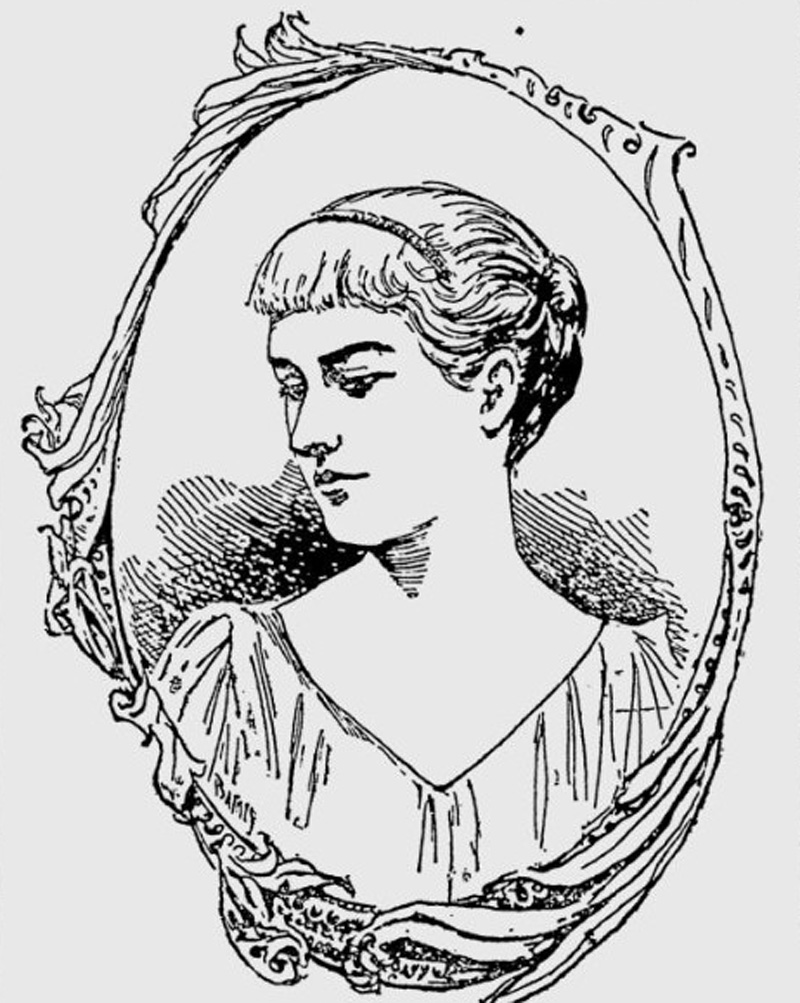
Boceto de Lucile Stewart Polk en las páginas sociales de un diario de Baltimore en 1892, con 17 años.

Lucile Stewart Polk nació en 1875 en Baltimore, Maryland. Su padre era William Stewart Polk (1828–1917) y su madre Louisa Ellen (de soltera, Anderson). El padre de Carter era socio de la exitosa aseguradora Hopper Polk and Purnell de Baltimore y era bastante rico. Muchos de los informes periodísticos señalaban que era descendiente del presidente James K. Polk, aunque en realidad era un pariente colateral, porque el presidente no tuvo hijos.
Antes de su matrimonio, la señorita Polk ya era mencionada a menudo en las páginas sociales de los diarios de Baltimore como una notable belleza rubia. El boceto a la izquierda se publicó en el periódico Baltimore American en 1892, cuando tenía 17 años.

## Matrimonio
El 29 de enero de 1896 se casó con William Ernest Carter. Era hijo de William Thornton Carter (1827–1893) que había amasado una vasta fortuna en la industria del carbón rumoreándose que era "uno de los proveedores de carbón más grandes y exitosos de Estados Unidos". El marido de Carter heredó gran parte de esta fortuna y el matrimonio pudo disfrutar de un estilo de vida muy privilegiado, siendo muy activos y conocidos entre la alta sociedad de Filadelfia, Baltimore, Newport, Nueva York y Londres. Asiduos de recepciones, cenas, bailes, cacerías, encuentros deportivos, estuvieron entre los invitados a la coronación del rey Jorge V en 1911. Tuvieron dos hijos, Lucile Polk Carter (1898-1962) y William Thornton Carter II (1900-1985), que los acompañaban en el Titanic.

Después de su matrimonio, la pareja era frecuentemente mencionada en las páginas sociales, siendo Lucile a menudo notada por su ropa llamativa. El siguiente es un extracto de uno de los periódicos.
"La señora de William E. Carter de Filadelfia, una belleza de tipo pronunciado, ha estado sorprendiendo en Newport con sus trajes llamativos. Con un traje rojo de Eton plisado en acordeón y con un sombrero rojo, una sombrilla roja, zapatillas rojas y medias del mismo tono su color de porcelana de Dresde parece incluso más hermoso que cuando lleva trajes menos llamativos."
Carter era también muy atlética y bastante atrevida. Un diario comentó que "fue la primera mujer en jugar al polo montando a horcajadas y la primera mujer en conducir un cuatro bajo mano [un carruaje grande tirado por cuatro caballos] por la concurrida Thames Street de Baltimore."
Aproximadamente hacia 1907, la familia Carter se fue a vivir en Europa. Regresaban anualmente a los Estados Unidos y vivían en su mansión en Bryn Mawr durante el verano con visitas a Newport. Fue en uno de esos regresos que reservaron pasaje en el RMS Titanic.

## A bordo del Titanic

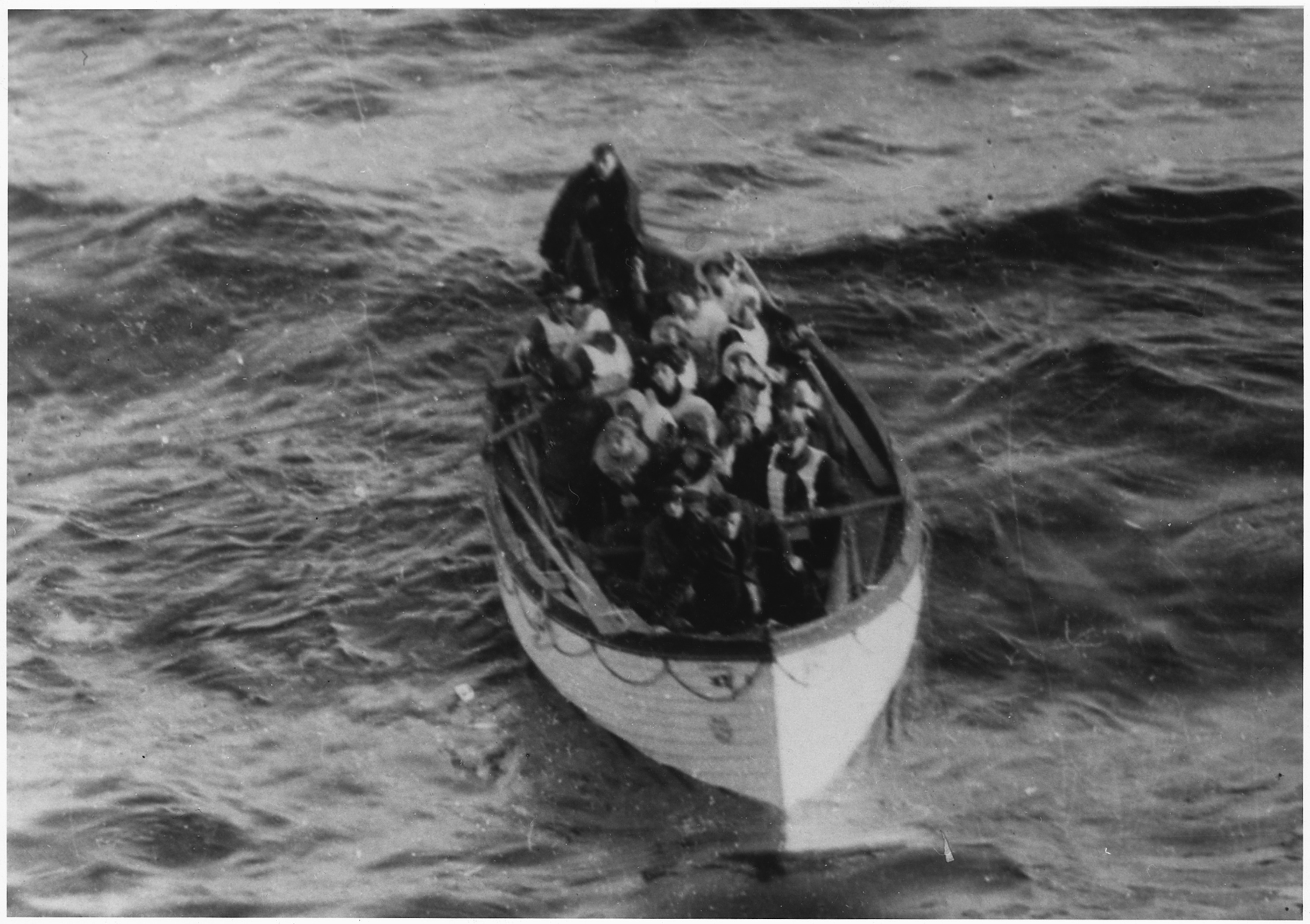
El bote salvavidas 6 del Titanic remando hacia el Carpathia, similar al bote salvavidas 4, en el que remaba Lucile Carter.

Los Carter subieron al Titanic en Southampton acompañados por sus dos hijos, la doncella de Lucile Auguste Serepeca, el valet de William, Alexander Cairns y el chófer Charles Aldworth. En el viaje, William Carter había adquirido un flamante Renault de 25 CV, que fue cargado en la bodega. De hecho, era un entusiasta de los nuevos vehículos automóviles y ya en 1906 había comprado un Mercedes gris. El grupo se alojó en los camarotes de primera clase B-96, 97 y 98. La noche del 14 de abril, asistieron a una cena en honor al capitán Smith celebrada en el restaurante a la carta por los Widener, otro adinerado matrimonio prominente entre la alta sociedad de la costa este. El capitán se retiró hacia las 21:00 horas, y después de que las damas se retiraron a sus camarotes, los caballeros se reunieron a charlar en el salón de fumadores.
La historia original publicada en la prensa con respecto a la experiencia de los Carter informaba que William Carter llegó al camarote y escoltó a su familia hasta el bote salvavidas 4. Luego dejó el área con los otros hombres que habían ayudado a subir a sus esposas al bote. Estos hombres eran John Astor, George Widener y John Thayer. William Carter huyó del Titanic en el bote salvavidas plegable C (junto con Bruce Ismay) pero los otros tres hombres perecieron en el hundimiento.

Carter dio detalles sobre lo que pasó en el bote salvavidas 4. Su declaración fue la siguiente:
"Cuando pasé sobre la borda con mis niños y entré en el bote no había marineros en él. Luego vinieron algunos hombres, pero había remos sin que nadie los usara. La barca estaba llena de pasajeros, y no podía hacer nada más que tomar un remo. Pudimos ver ahora que había llegado el momento del barco. Se estaba hundiendo, y los gritos de los hombres de arriba nos advirtieron que nos alejáramos del barco rápidamente. La señora Thayer, esposa del vicepresidente del ferrocarril de Pensilvania, estaba en mi bote, y ella también tomó un remo. Hacía frío y no tuvimos tiempo de vestirnos con abrigos calientes. Remando me mantuve en calor. Empezamos a alejarnos del barco. Pudimos ver los contornos tenues de las cubiertas de arriba, pero no podíamos reconocer a nadie.
Fue aclamada por la prensa más tarde como una de las heroicas damas que remaron los pesados botes salvavidas.

## Años posteriores
Tras su rescate por el Carpathia, la familia regresó a "Gwenda," su mansión en Bryn Mawr, Pensilvania. Menos de dos años más tarde, en enero de 1914, Carter solicitó el divorcio, que fue concedido el 30 de mayo, aunque ningún detalle fue hecho público en el momento. Al año siguiente los periódicos revelaron sensacionalmente que la causa del divorcio había sido un "trato cruel y bárbaro." La declaración jurada de Carter reveló que William Carter no la había acompañado a ella y los niños al bote salvavidas 4 para garantizar su seguridad:
"Navegamos hacia América en el Titanic. Cuando el Titanic chocó mi marido vino a nuestro camarote y dijo: 'Levántate y vístete tú y los niños'. No volví a verlo hasta que llegué  al Carpathia a las 8 en punto de la mañana siguiente, cuando le vi apoyado en la barandilla. Todo lo que dijo fue que había tenido un buen desayuno y que nunca pensó que lo tomaría.

### Segundo matrimonio
En una cena ofrecida en Filadelfia por el señor Edward Brooke y señora, Carter conoció al hermano del anfitrión, George Brooke, Jr., un rico banquero y fabricante de acero, además de un soltero en torno a cuarenta años.
Con su divorcio finalizado, Carter y su hija partieron para Europa en junio de 1914, pretendiendo quedarse por un año según su costumbre. Edward Brooke, su esposa y cuatro hijos también pasaron el verano en Europa; el hermano George se les uniría en agosto. Cuando la Primera Guerra Mundial estalló a finales de julio, Carter y su hija quedaron atrapadas en París. George Brooke llegó a Londres e intentó continuar a París, pero las restricciones a los viajes debido la guerra lo hicieron imposible. En cambio, arregló el paso de Carter y su hija a Inglaterra. En lugar de esperar hasta el regreso a Estados Unidos, se casaron en Londres el 16 de agosto de 1914, con el hermano de Brooke y su familia y la hija de Carter presentes. El grupo entero zarpó casi inmediatamente a los Estados Unidos a bordo del Olympic, el barco gemelo del Titanic.
Los primeros dos años de su matrimonio, dividieron su tiempo entre una casa en la ciudad de Filadelfia; una casa de campo en Birdsboro, Pensilvania, "Brookewood," que Brooke había heredado de sus difuntos padres; y una cabaña de verano alquilada en Newport, Rhode Island. En otoño de 1916, alquilaron una mansión en Radnor, Pensilvania, "Rock Rose". La hija de Carter Lucile hizo su debut en sociedad mientras vivían en "Rock Rose," pero su estancia se vio sobresaltada por un incendio el 12 de diciembre. El diciembre siguiente, los Brooke se reunieron en Birdsboro para celebrar la Navidad. En la madrugada del día de Navidad de 1917, Brooke, Carter y sus hijos fueron despertados de sus camas por un fuego que destruyó "Brookewood." La pareja compró una casa de campo a las afueras de Birdsboro, "Clingan," que había pertenecido a un primo de Brooke; e "Isle Field" en Ithan, Pensilvania, que rebautizaron "Almondbury House".
Brooke y Carter tuvieron una hija, llamada Elizabeth Muhlenberg Brooke, nacida el 14 de abril de 1916. Más tarde conocida como Elizabeth "Betty" Brooke Blake, fue también una bella y activa socialité, además de coleccionista de arte. Se casó varias veces y tuvo cuatro hijos en total; falleció en Newport, Rhode Island, el 8 de agosto de 2016 a los cien años.

## Muerte
Carter murió de un ataque al corazón el 26 de octubre de 1934 en Almondbury House. George Brooke vendió la mansión y se mudó a un apartamento en Haverford, Pensilvania. Murió diecinueve años más tarde. Están enterrados juntos en St. Michael's Cemetery en Birdsboro.

## Galería

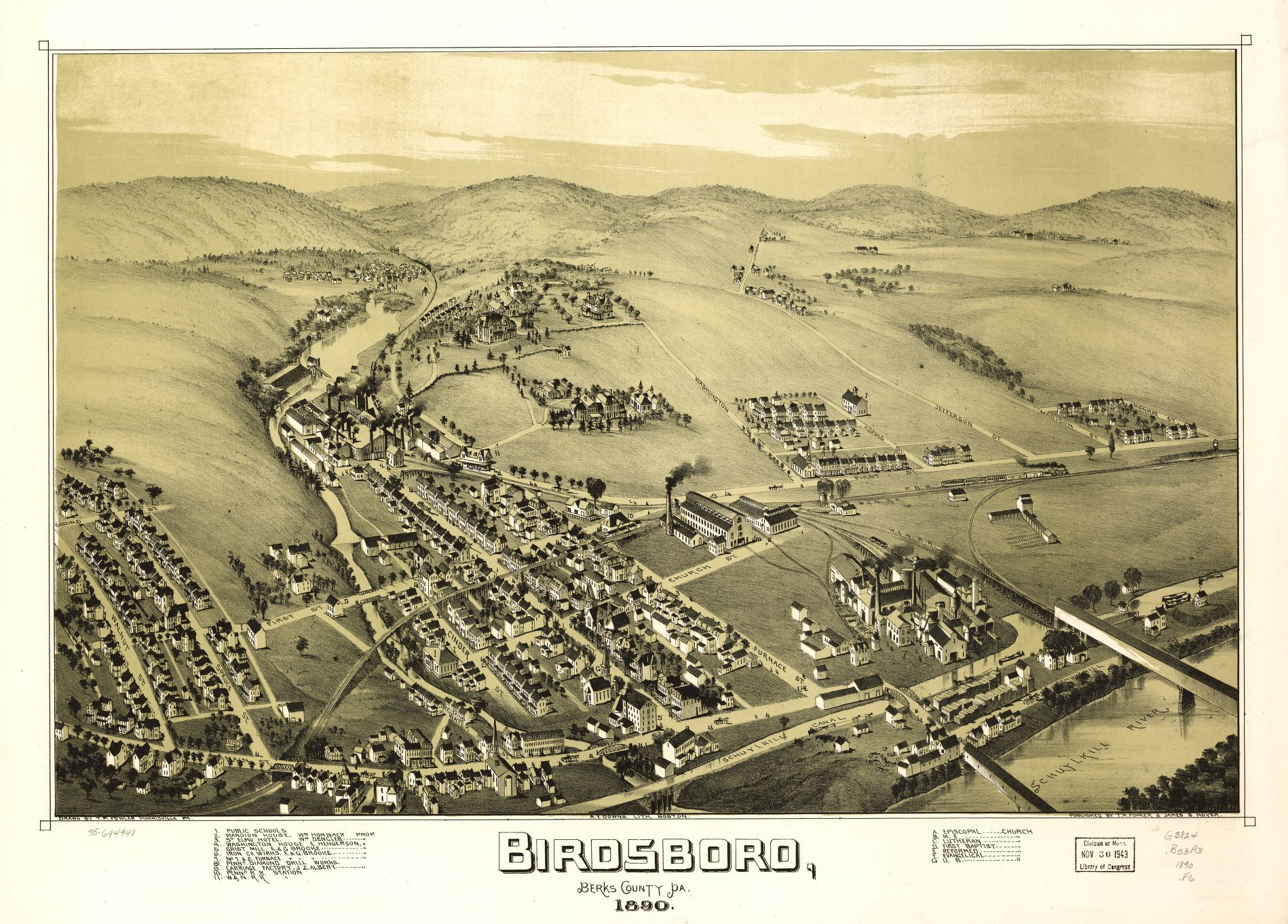
Birdsboro, en 1890.
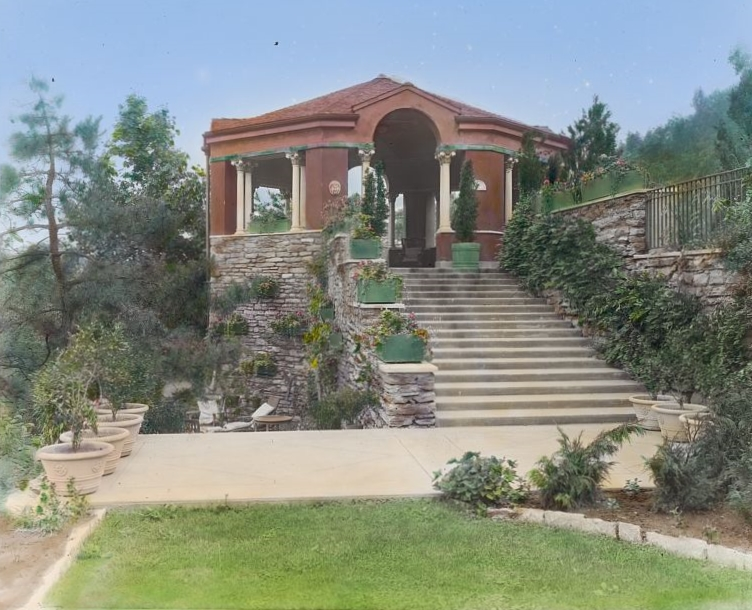
Pabellón en el jardín de "Rock Rose", Radnor, Pennsylvania, Zantzinger, Borie and Medary, arquitectos.
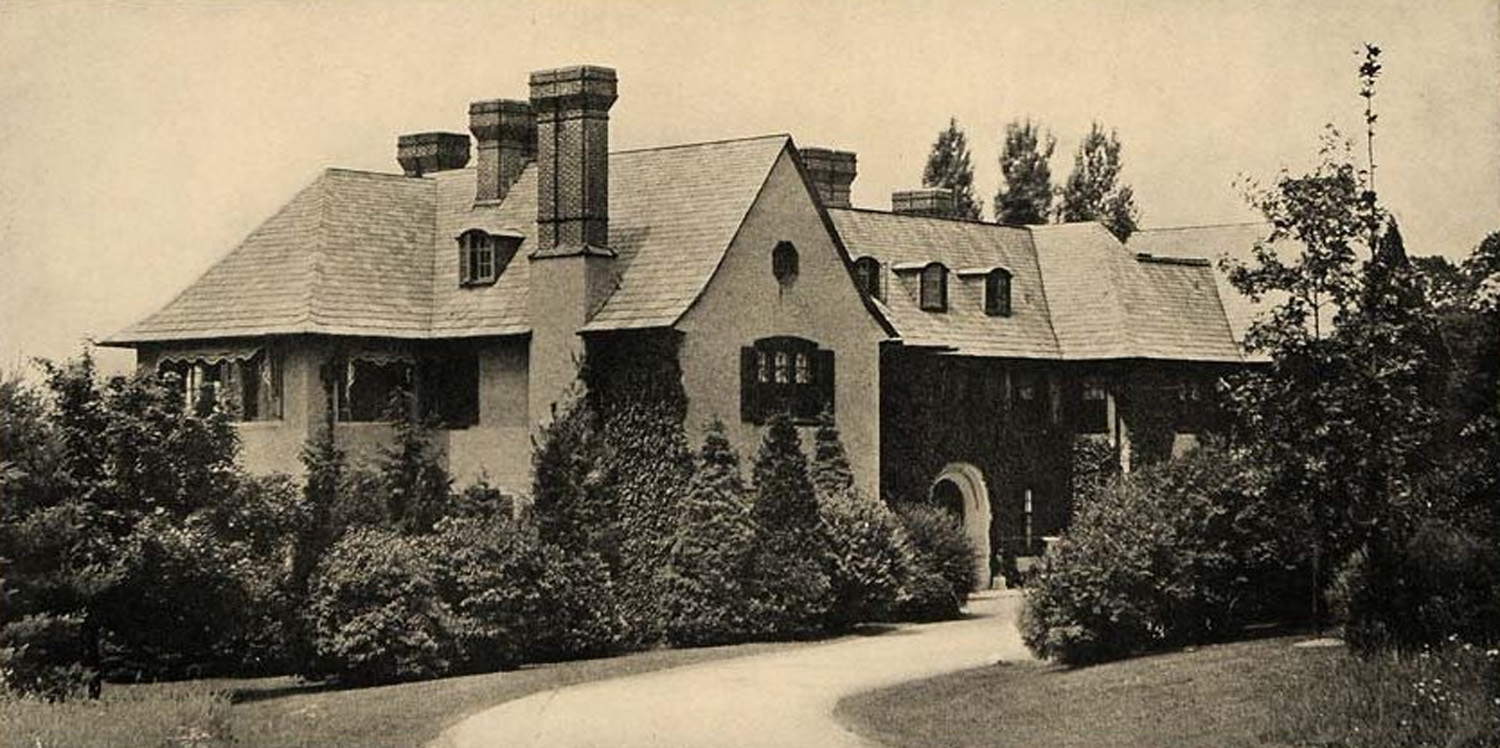
"Almonbury House" (originalmente "Isle Field"), Ithan, Pennsylvania, Horace Trumbauer, arquitecto.